# エルベール3世 (オモワ伯)
エルベール3世（Herbert  III, 910年 - 980/5年）は、オモワ伯（在位：943年 - 980/5年）である。

## 生涯
エルベール3世はヴェルマンドワ伯エルベール2世とで西フランク王ロベール1世の娘アデルの息子である。943年に父エルベール2世が死去した後にオモワ伯位を継承し、ソワソンのサン＝メダール修道院とともにシャトー＝ティエリの要塞を手に入れた。
951年にイングランド王エドワード長兄王の娘で西フランク王シャルル3世の未亡人エドギフ・オブ・ウェセックスと結婚した。エルベール3世の死後、西フランク王ロテールはエルベール3世の遺領をその甥のブロワ伯ウード1世とモー伯エルベール3世の間で分割した。
エルベール3世はその甥で兄ヴェルマンドワ伯アルベール1世の息子ヴェルマンドワ伯エルベール3世と混同されることがある。